# Najmita (1914)
Najmita: pismo poświęcone sprawie robotniczej – pismo anarchistyczne wydawane w Paryżu w 1914 w języku polskim przez Polską Grupę Anarchistów-Komunistów. Wychodziło ono od maja do lipca, tj. do wybuchu wojny, i przeznaczone było głównie do dystrybucji w kraju, choć docierało również do polskich robotników w innych częściach Europy.